# Wikiknjige
Wikiknjige su Wikipedijin sestrinski projekt koji djeluje s ciljem stvaranja besplatnih udžbenika, zbirke knjiga iz raznih područja, slobodnog pristupa, korištenja i objavljivanja koje svako može uređivati. Wikiknjige su idealno mjesto gdje se sav postavljeni tekst, uz dogovor i radi točnosti, može ispraviti, obnoviti i nadograditi na zadovoljstvo svih zainteresiranih. 
Wikiknjige su jedna od fundacija Wikimedije. Prije sadašnjeg naziva Wikibooks, bile su oslovljene kao Wikimedia Free Textbook Project and Wikimedia-Textbook. Namjena Wikiknjiga je kreiranje online knjiga, tekstova i članaka na brojnim jezicima čiji sadržaj je besplatan za korištenje i čiji sadržaj drugi korisnici mogu uređivati.

## Povijest
Wikiknjige su započele s radom 10. srpnja 2003. kao odgovor na upit postavljen od strane Wikipedijinog ulagatelja Karla Wicka za projekt izgradnje besplatnih knjiga (za organsku kemiju i psihologiju). Osnivatelji Wikiknjiga su Jimmy Wales i Wikimedia Community, a vlasnik im je Wikimedia Foundation. U okviru Wikiknjiga, kreirana su dva podprojekta, Wikijunior i Wikiversity. U kolovozu 2006., Wikiversity je postao neovisan projekt Wikimedije. Wikijunior je također bio predložen kao projekt paralelan Wikimediji, no ne djeluje samostalno, već u okviru Wikiknjiga i sadrži online knjige namijenjene djeci do 12 godina starosti.

## Sadržaj
Dok su neke knjige koje se nalaze na stranici Wikiknjiga originali, ostale knjige su tekstovi kopirani iz različitih izvora besplatnih online knjiga pronađenih na Internetu. Sav sadržaj web sjedišta pokriva GNU Free Documentation Licence. To znači da su, kao i kod Wikipedije, doprinosi zaštićeni autorskim pravom njihovih stvaratelja, copyrightom, dok copyleft licenciranje omogućava da sadržaj uvijek bude na raspolaganju svima i reproduciran. Wikiknjige se razlikuju od Wikizvora po tome što se od Wikiknjiga očekuje da budu znatno promijenjene i uređene od strane korisnika. Sirovi, neobrađeni dokumenti kao što su primjerice originalni Shakespeareovi radovi smješteni su na Wikisource.
Projekt radi u smjeru dopune nekoliko knjiga napisanih na različitim ljudskim jezicima.

## Prednosti
Wikiknjige imaju velike prednosti, a to su:
- Sadržaj Wikiknjiga dostupan je svima koji imaju mogućnost pristupiti Internetu.
- Sadržaj Wikiknjiga dostupan je za jednakovrijedno pregledavanje u bilo kojem trenutku.
- Korištenje, pregledavanje i editiranje Wikiknjiga je besplatno.
- Zahvaljujući stilu wikieditiranja, ovaj projekt nasljeđuje sve dobre strane Wikija.
- Za popularne teme, naslove i stavke koje privlače interes mnogih sudionika, kvaliteta sadržaja teži brzom poboljšanju, povećanju kvalitete. Zapažene knjige koje su to postigle su pretežno tehničkog sadržaja, povezane s računalima i Internetom, te lingvističke knjige povezane s učenjem stranih (ljudskih) jezika.

## Kritike
Najbitnije kritike koje treba uzeti u obzir su:
- Wikiknjige sadrže mnogo nepotpunih tekstova; mnoge od njih treba još doraditi i editirati.
- Mnogi prigovaraju da su čak i sveobuhvatni, opsežni tekstovi loše kvalitete (čak i knjige koje su dostigle najviše ocjene).
- Wiki model podupire i kreiranje neuspjelih projekata Wikiknjiga koje se zadržavaju na web sjedištu bez da budu usavršene ili izbrisane.

U skladu s navedenim kritikama, korisnicima Wikiknjiga pronalaženje knjiga visoke kvalitete može predstavljati problem.

## Slični projekti
- Projekt Gutenberg

## Vanjske poveznice
- Wikiknjige na hrvatskom jeziku
- Wikiknjige na engleskom jeziku